# Sisyphus arboreus
Sisyphus arboreus là một loài bọ cánh cứng trong họ Bọ hung (Scarabaeidae).